# Ernie Collett
Ernie Collett   (Toronto, 3 de març de 1895 - Toronto, 21 de desembre de 1951) va ser un jugador d'hoquei sobre gel canadenc que va competir durant les dècades de 1910 i 1920.
El 1924 va prendre part en els Jocs Olímpics de Chamonix, on guanyà la medalla d'or en la competició d'hoquei sobre gel. En aquests Jocs va ser el banderer canadenc en la cerimònia d'inauguració dels Jocs. A nivell de clubs va jugar al Toronto Granites, amb qui guanyà l'Allan Cup de 1922 i 1923.